# Rimbach (Queich)
Der Rimbach ist ein rechter Nebenfluss der Queich im Wasgau, der nach über 8 Kilometer langem nördlichen bis nordöstlichem Lauf im Ortsbezirk Sarnstall der Stadt Annweiler am Trifels in sie mündet.

## Name
Das Gewässer wird 1349 als Rimbach erstmals schriftlich erwähnt. Der Name entstand als *Rintbergbach, dass sich zu *Rintbach und schließlich Rimbach entwickelte. Das Bestimmungswort des Bergnamens leitet sich von mittelhochdeutsch rint für „Rind“ ab.

## Geographie

### Verlauf
Der Rimbach entspringt an der Nordwestflanke des Kochelsteins unweit der Ortsgemeinde Darstein und fließt fast durchgehend in nördliche Richtung. Nach einem halben Kilometer läuft die Landesstraße 490 neben ihm und er durchfließt Schwanheim; dort nimmt er von links den Schwanheimer Bach auf. Kurz bevor er Lug erreicht, mündet von rechts der Triebborn. Innerhalb von Lug fällt ihm von links der Lugbach zu. Der Rimbach fließt von nun an in Richtung Nordosten; nach der Aufnahme des Kisselbachs überschreitet er die Grenze zum Landkreis Südliche Weinstraße, zunächst auf die Gemarkung der Ortsgemeinde Wernersberg, ohne deren Siedlungsgebiet zu berühren; dort passiert er die Kaisermühle. Danach wechselt er auf die Gemarkung der Stadt Annweiler am Trifels über; in deren Stadtteil Sarnstall mündet er schließlich von rechts in die Queich.

### Einzugsgebiet
Das 20,89 km² große Einzugsgebiet des Rimbachs liegt im Dahner Felsenland und wird durch ihn über die Queich und den Rhein zur Nordsee entwässert.
Es wird im Westen unter anderem durch den Hühnerstein sowie im Osten durch den Rötzenberg und den Dimberg begrenzt.

### Zuflüsse
Von der Quelle zur Mündung. Länge und Einzugsgebiet nach Angaben der amtlichen Gewässerkarte, Höhe nach der Topographischen Karte.
Auswahl.
- Darsteiner Bach, von rechts auf etwa 253 m ü. NHN nahe Darstein, 0,3 km und 0,6 km²
- (Bach aus dem Bodmertal), von links auf etwa 246 m ü. NHN, 0,4 km und 0,8 km²
- Schwanheimer Bach, von links auf etwa 234 m ü. NHN in Schwanheim, 0,8 km und 1,5 km²
- Dimbach, von rechts auf etwa 217 m ü. NHN, 1,7 km und 2,5 km²
- Triebborn, von rechts auf etwa 215 m ü. NHN kurz vor Lug, 2,1 km und 2,3 km²
- Lugbach, von links auf etwa 211 m ü. NHN in Lug, 1,5 km und 2,3 km²
- Kisselbach, von links auf etwa 206 m ü. NHN, 0,7 km und 0,7 km²
- → (Abgang des Mühlbachs zur Kaisermühle), nach rechts
- Heischbach, von rechts auf etwa 196 m ü. NHN an der Kaisermühle von Wernersberg in den Mühlbach, 0,6 km und 1,6 km²
- ← (Rücklauf des Mühlbachs zur Kaisermühle), von rechts kurz nach der Kaisermühle, 0,7 km
- Schafwoog, von links auf etwa 191 m ü. NHN, 1,4 km und 2,0 km²